# Francisco Nieto Sánchez
Francisco Nieto Sánchez (Baza, 28 d'agost de 1948) és un antic futbolista espanyol de la dècada de 1970.

## Trajectòria
Jugava com a extrem esquerre. Després de jugar al CE Súria, fitxà pel juvenil del FC Barcelona el 1964. Jugà amb el Barça fins 1970, passant per l'Amateur, l'Atlètic Catalunya, el CD Comtal i el primer equip l'any 1969.
Jugà quatre temporades amb el Rayo Vallecano a la segona divisió, i tornà a Catalunya per acabar la seva carrera al CE Manresa i al Girona FC.